# Fateh Pur Beri
Fateh Pur Beri es una ciudad censal situada en el distrito de Delhi sur,  en el territorio de la capital nacional,  Delhi (India). Su población es de 8861 habitantes (2011). 

## Demografía
Según el censo de 2011 la población de Fateh Pur Beri era de 8861 habitantes, de los cuales 4780 eran hombres y 4081 eran mujeres. Fateh Pur Beri tiene una tasa media de alfabetización del 82,94%, inferior a la media estatal del 86,21%: la alfabetización masculina es del 89,92%, y la alfabetización femenina del 74,97%.